# Набережная реки Суры
Набережная реки Суры — улица в Пензе. Проходит по левому берегу реки Суры ниже Бакунинского моста от улицы Саранской до улицы Рылеева.
Действительно парадная набережная реки Суры, где установлен один из символов развивающейся Пензы, монумент Росток, по стечению обстоятельств (в первую очередь, из-за изменения русла реки Суры в 1945 году) носит историческое название Набережная реки Пензы. А эта мало кому известная улочка, существующая с 1956 года и насчитывающая всего 13 домов, расположена за 2 км от Бакунинского моста вниз по течению Суры в стороне от шумной городской жизни.